# Большеокинский сельсовет
Большеокинский сельсовет — муниципальное образование в Мечетлинском районе Башкортостана.
Административный центр — село Большая Ока.

## История
Согласно Закону о границах, статусе и административных центрах муниципальных образований в Республике Башкортостан имеет статус сельского поселения.

## Население
| 2002  | 2009  | 2010  | 2012  | 2013  | 2014  | 2015  |
| ----- | ----- | ----- | ----- | ----- | ----- | ----- |
| 1783  | ↗1787 | ↘1573 | ↘1496 | ↘1419 | ↘1385 | ↘1330 |
| 2016  | 2017  | 2018  |       |       |       |       |
| ↘1294 | ↘1265 | ↘1236 |       |       |       |       |

## Состав сельского поселения
| № | Населённый пункт | Тип населённого пункта       | Население |
| - | ---------------- | ---------------------------- | --------- |
| 1 | Большая Ока      | село, административный центр | ↘1064     |
| 2 | Средняя Ока      | деревня                      | ↘319      |
| 3 | Степной          | деревня                      | ↘190      |